# 多発性内分泌腺腫症
多発性内分泌腺腫症（たはつせいないぶんぴつせんしゅしょう、英: Multiple Endocrine Neoplasia ;MEN）とは、2つ以上の内分泌腺に腫瘍または過形成が生じる病気である。MEN1遺伝子の異常により発生するMEN1型（Wermer症候群）とRET遺伝子の異常により発生するMEN2型に分けられる。
MEN1型
下垂体腫瘍、副甲状腺腺腫・過形成、膵消化管内分泌腫瘍（ガストリノーマやインスリノーマ）が三大病変である。
MEN2型
2a型（Sipple症候群）と2b型に分けられる。2a型では、甲状腺髄様癌、副甲状腺腺腫・過形成、褐色細胞腫が三大病変である。2b型では、甲状腺髄様癌、多発神経腫、褐色細胞腫が三大病変である。